# Limnephilus fumigatus
Limnephilus fumigatus är en nattsländeart som först beskrevs av Ernst Friedrich Germar 1827.  Limnephilus fumigatus ingår i släktet Limnephilus och familjen husmasknattsländor. Inga underarter finns listade i Catalogue of Life.